# بيتر جاجو
بيتر جاجو (بالإنجليزية: Peter Gago)‏ هو مزارع الكروم وأستاذ مدرسة وكاتب أسترالي، ولد في 25 أبريل 1957 في نيوكاسل أبون تاين في المملكة المتحدة.